# 发展河哈尼族乡
发展河哈尼族乡是中华人民共和国云南省普洱市澜沧拉祜族自治县下辖的一个民族乡。

## 行政区划
发展河哈尼族乡下辖以下村级行政区划单位：
发展河村、勐乃村、黑山村和营盘村。